# Kishore Mahbubani
Kishore Mahbubani (ur. 24 października 1949 w Singapurze) – singapurski filozof, historyk i politolog. 
Obecnie wykłada na National University of Singapore, gdzie jest dziekanem Lee Kuan Yew School of Public Policy. Wcześniej przez wiele lat pracował w singapurskiej dyplomacji, m.in. jako ambasador w USA. Jest znanym specjalistą od spraw Azji – jego komentarze i artykuły ukazują się na łamach pism takich jak "The New York Times" i "The Wall Street Journal". Periodyk "Foreign Affairs" umieścił go na liście stu najbardziej wpływowych intelektualistów świata.

## Wybrane publikacje
- "Can Asians Think?" (2001)
- "Beyond the Age of Innocence" (2005)
- "The New Asian Hemisphere – the Irresistible Shift of Global Power to the East" (2008), przetłumaczona na 12 języków.